# Les Joueurs de cartes (Cézanne)
Les Joueurs de cartes est une série de peintures à l'huile de l'artiste postimpressionniste français Paul Cézanne, qui a produit plusieurs versions de ce thème. Peintes durant la dernière période de Cézanne au début des années 1890, la série comprend cinq tableaux, qui varient en taille, en nombre de joueurs et en environnement dans lequel le jeu se déroule. Au fur et à mesure que Cézanne traite le sujet, il en réduit le nombre jusqu'à aboutir à une composition à deux personnages dont le caractère évoque une nature morte. Il a également réalisé de nombreux dessins et études pour préparer la série.
Une version des Joueurs de cartes est vendue en 2011 à la dynastie dirigeante du Qatar pour un prix estimé à 250 millions de dollars, marquant ainsi un nouveau record pour le prix le plus élevé jamais atteint pour un tableau, qui n'a été dépassé qu'en novembre 2017 par le Salvator Mundi (version Cook).

## Contexte
Lorsque Cézanne commence à travailler sur Les Joueurs de cartes, il n’a pas exposé ses œuvres depuis longtemps. En 1877, il participe pour la dernière fois à l'une des grandes expositions impressionnistes ; ses œuvres ne sont ensuite visibles que dans la boutique du marchand Pierre Tanguy. Entre-temps, sa méthode de travail s'est développée à partir de l'impressionnisme pour devenir un style qui lui est propre. Il est clairement influencé par les artistes de la Renaissance italienne du XIVe siècle, en particulier Giotto, dont il copia également l'œuvre. En 1895, Cézanne sort de son relatif anonymat et reçoit de nombreux éloges lors d'une exposition personnelle organisée par le marchand d'art Ambroise Vollard. Lorsqu'il réalise certaines versions des Joueurs de cartes un an plus tard, les œuvres sont immédiatement saluées comme des chefs-d'œuvre.

## Analyse
La série est considérée par les critiques comme une pierre angulaire de l'art de Cézanne au cours de la période du début au milieu des années 1890, ainsi qu'un « prélude » à ses dernières années, au cours desquelles il a peint certaines de ses œuvres les plus saluées.

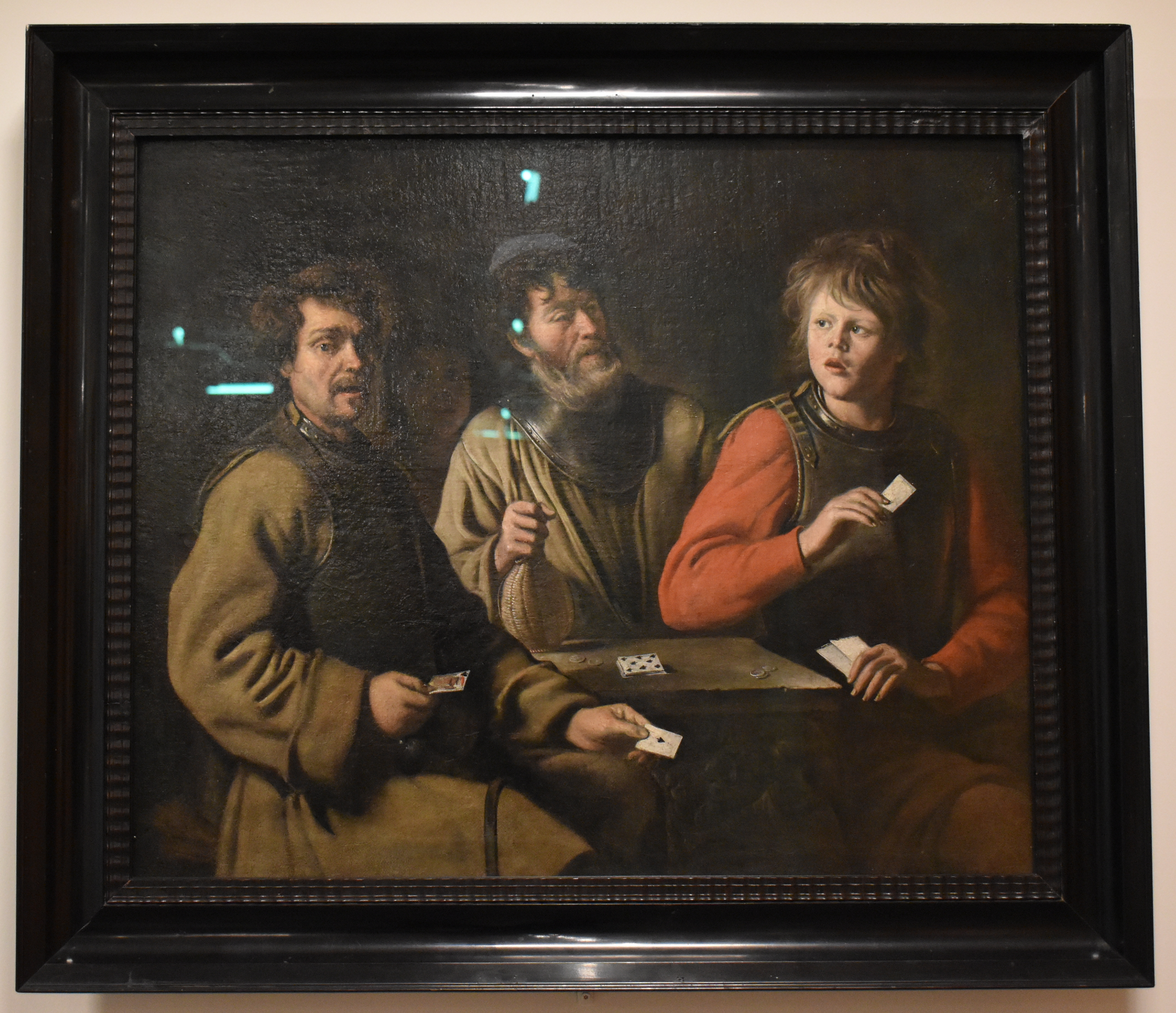
Attribué à Mathieu Le Nain, Les Joueurs de cartes, 1635-1640, musée Granet, Aix-en-Provence.

Chaque tableau représente des paysans provençaux jouant aux cartes tout en fumant la pipe. Les sujets, tous de sexe masculin, sont représentés comme étudiant leur jeu de cartes, les yeux baissés, concentrés sur le jeu en cours. Cézanne adapte un motif de la peinture de genre de l'Âge d'or de la peinture néerlandaise et de la peinture française du XVIIe siècle, qui représente souvent des joueurs de cartes ivres et bruyants dans des tavernes, en les remplaçant par des paysans au visage impassible dans un décor plus simple,. Alors que les peintures précédentes de genre illustrent des moments dramatiques intenses, les portraits de Cézanne se distinguent par leur absence de drame, de récit et de caractérisation conventionnelle. Hormis une bouteille de vin inutilisée dans les versions à deux joueurs, il n'y a pas de boisson ni d'argent, qui sont des éléments importants du genre au XVIIe siècle. Un tableau attribué à Mathieu Le Nain, conservé au musée Granet d'Aix-en-Provence, près de la maison de l'artiste, représente des joueurs de cartes et est largement cité comme une source d'inspiration pour les œuvres de Cézanne,.
Les modèles des tableaux sont des ouvriers agricoles locaux, dont certains travaillent sur le domaine familial de Cézanne, le Jas-de-Bouffan. Chaque scène est décrite comme une scène de concentration, calme et immobile ; les hommes regardent leurs cartes plutôt que les uns les autres, les cartes étant peut-être leur seul moyen de communication en dehors du travail. Un critique a décrit les scènes comme une « nature morte humaine », tandis qu'un autre a émis l'hypothèse que la concentration intense des hommes sur leur jeu reflète celle de l'absorption du peintre dans son art .

## Description et analyse des différentes versions
Il existe en tout, cinq peintures de joueurs de cartes de Cézanne ; les trois dernières œuvres sont similaires dans la composition et le nombre de joueurs (deux), ce qui les fait parfois être regroupés comme une seule version. Les dates exactes des peintures sont incertaines, mais on pense depuis longtemps que Cézanne a commencé par les toiles les plus grandes et qu’il les a réduites en taille dans les versions successives, bien que la recherche de ces dernières années ait jeté le doute sur cette supposition,.

### Version de la Fondation Barnes

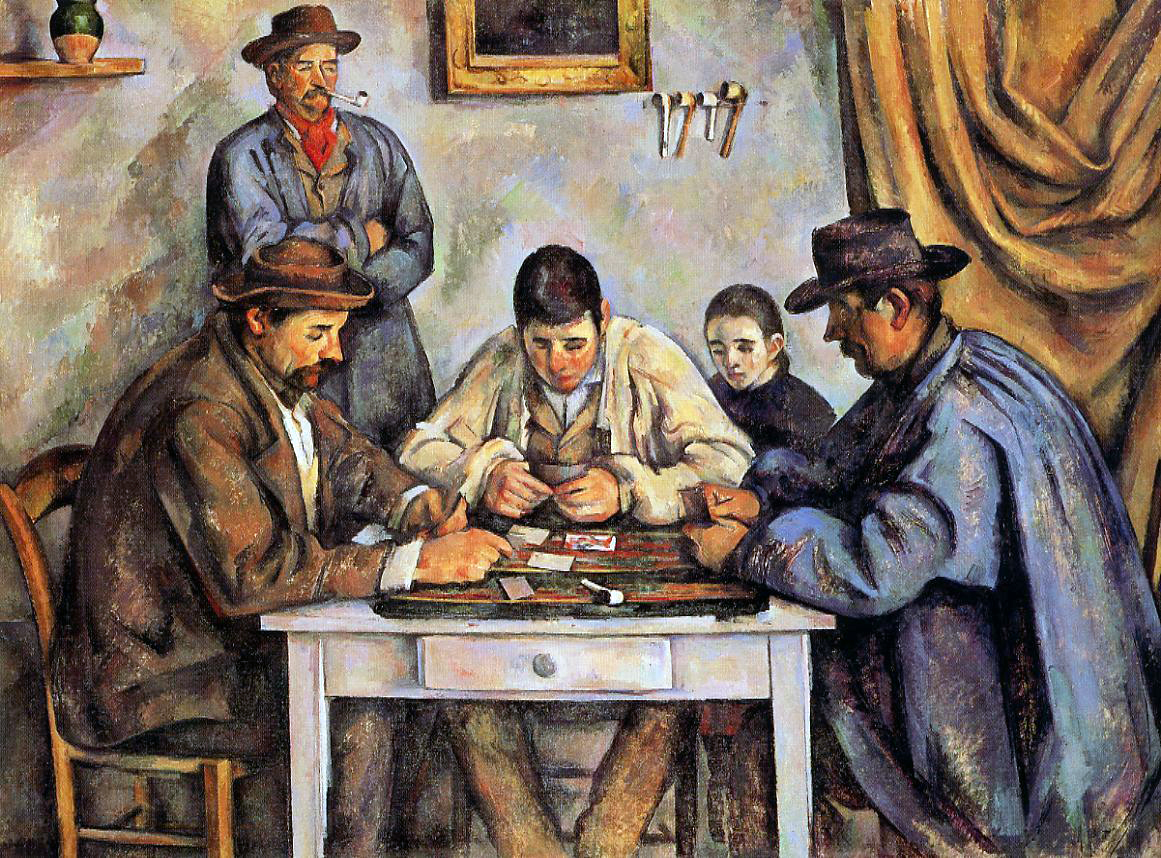
Version de la Fondation Barnes.

La plus grande version, peinte entre 1890 et 1892, est la plus complexe, avec cinq personnages sur une toile de 134,6 x 180,3 cm. Elle met en scène trois joueurs de cartes au premier plan, assis en demi-cercle à une table, avec deux spectateurs derrière. Sur le côté droit du tableau, assis derrière le deuxième homme et à droite du troisième, se trouve un garçon, les yeux baissés, lui aussi spectateur du jeu. Plus en arrière, sur le côté gauche entre le premier et le deuxième joueur, en arrière-plan, se trouve un homme debout, qui semble s'appuyer contre le mur, fumant une pipe et attendant probablement son tour à la table. On a supposé que Cézanne a ajouté l'homme debout pour donner de la profondeur au tableau, ainsi que pour attirer le regard vers la partie supérieure de la toile.
Au milieu du mur est accroché un tableau avec un cadre doré dont la partie inférieure fait saillie dans le tableau. Dans le coin supérieur gauche, un vase est posé sur le début d'une étagère.
Comme dans les autres versions, elle présente des paysans vêtus de vêtements amples et aux poses naturelles, entièrement concentrés sur leur jeu. L'écrivain Nicholas Wadley décrit une « tension dans les contraires », dans laquelle des éléments tels que les changements de couleur, de lumière et d'ombre, la forme du chapeau et le pli du tissu créent une histoire de confrontation par l'opposition. D'autres ont décrit l'« aliénation » affichée dans la série comme étant particulièrement prononcée dans cette version.
Le tableau appartient et est exposé au musée de la Fondation Barnes à Philadelphie, en Pennsylvanie.

### Version du Metropolitan Museum of Art de New York

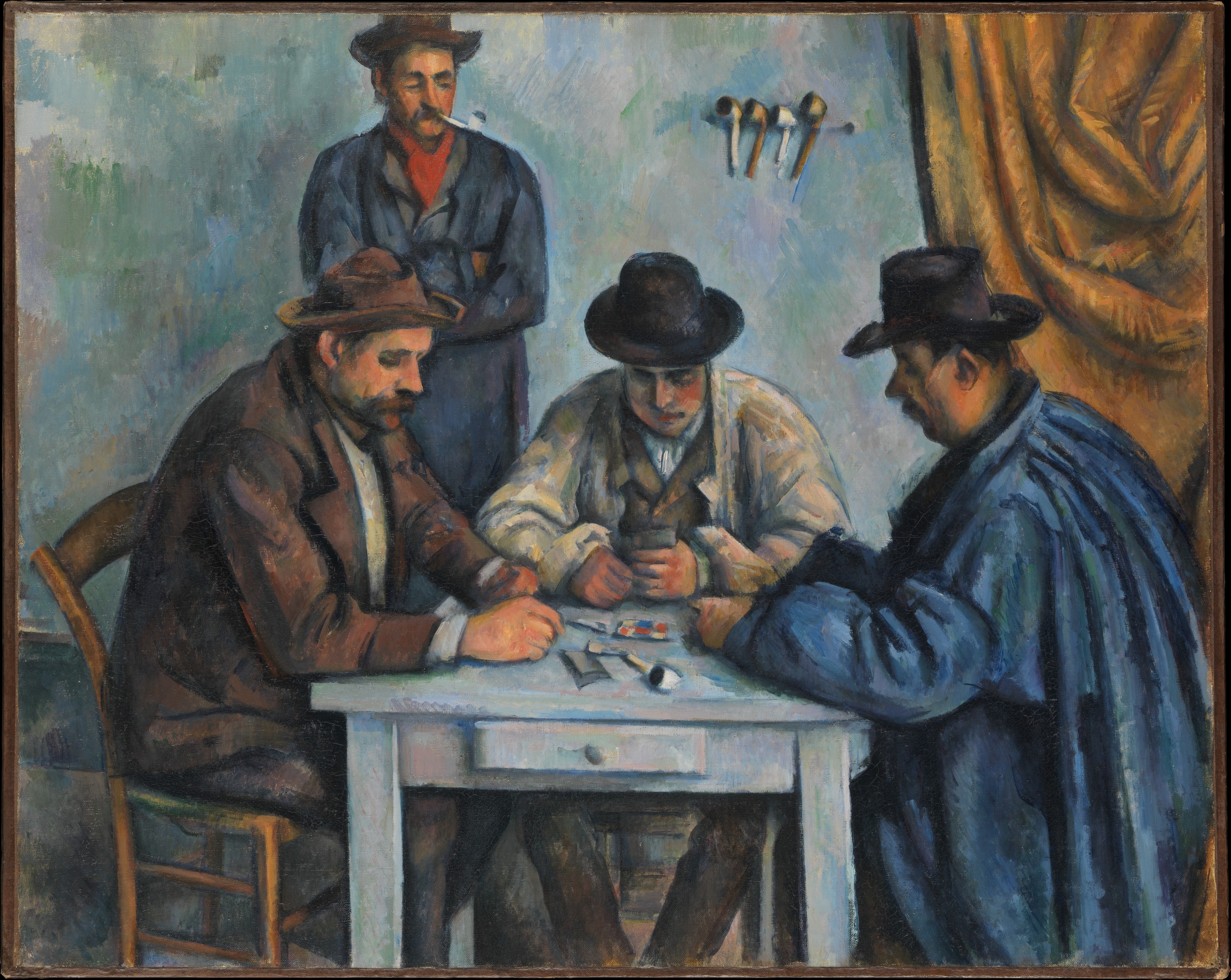
Version du Metropolitan Museum of Art de New York.

Une version plus condensée du tableau à quatre personnages, longtemps considérée comme la deuxième version des Joueurs de cartes, se trouve au Metropolitan Museum of Art de New York. Elle mesure 65,4 x 81,9 cm, moins de la moitié de la taille du tableau de la Fondation Barnes. La composition reste pratiquement la même, sans le garçon, avec la perspective du spectateur légèrement plus proche du jeu, mais avec moins d'espace entre les personnages. Dans le tableau précédent, le joueur central ainsi que le garçon sont sans chapeau, alors que dans cette version, tous les hommes portent un chapeau. L'étagère à gauche avec le vase et la moitié inférieure d'un cadre au centre du mur ont également disparu. Les figures ont des visages inexpressifs et restent calmes. L'image ne transmet aucun mouvement et rappelle une nature morte.
Le tableau est plus lumineux, avec moins d'accent sur les tons bleus, que la version plus grande. Les personnes assises sont penchées sur la table lumineuse, dont chacune occupe un côté ; le côté de la table tourné vers le spectateur et avec un tiroir reste libre. Des cartes jouées et une pipe sont posés sur la table. Tous les hommes portent des vestes sombres. L'environnement est ambigu : à l'arrière-plan, on ne voit qu'un mur clair sur lequel pendent quatre autres pipes à tabac. Un rideau jaune fait saillie dans l'image depuis le côté droit. La partie gauche du mur, blanc ou gris clair, est particulièrement enrichie de couleurs : les tons verts, bleus et jaunes suggèrent la lumière provençale tombant à l'extérieur de la partie, visible à travers une porte ou une fenêtre.
Des études aux rayons X et à l'infrarouge de cette version ont révélé un dessin sous-jacent au graphite, ainsi que d'épaisses couches de peinture à l'huile travaillée, suggérant peut-être qu'il s'agit de la version préliminaire des deux plus grandes versions de la série, plutôt que de la deuxième version comme on le croyait historiquement. Le dessin sous-jacent a également conduit les analystes à penser que Cézanne avait eu des difficultés à transposer les hommes peints individuellement précédemment dans des études, sur une seule toile,.

### Trois dernières versions
Les trois dernières versions diffèrent considérablement des précédentes. Elles sont tellement similaires qu’elles sont souvent considérées comme une seule version. L'hypothèse a été émise que Cézanne aurait résolu l'« énigme spatiale » dans les trois dernières versions des Joueurs de cartes, en éliminant les spectateurs et autres « détails inutiles » tout en n'affichant que « l'essentiel » : deux joueurs immergés dans leur jeu,. La scène a été décrite comme équilibrée mais asymétrique, ainsi que naturellement symétrique, les deux joueurs étant les « partenaires dans une opposition convenue » de l'autre.
L'homme à gauche fume la pipe, porte un haut-de-forme à bord relevé, des vêtements plus sombres et plus formels, toujours assis un peu voûté, mais plus droit que son homologue ; l'homme à droite est sans pipe, porte un chapeau plus court à bord relevé, des vêtements plus clairs et plus amples, et est penché sur la table. Des cols de chemise blancs dépassent sous les deux manteaux. Les cartes elles-mêmes présentent des teintes claires et foncées contrastées. Il ne reste plus rien sur la table, à l'exception d'une bouteille de vin foncé placée au milieu, censée représenter une ligne de démarcation entre les deux participants, ainsi que le centre de « l'équilibre symétrique » du tableau, qui disparaît presque dans l'arrière-plan. La table est de couleur terre rougeâtre, le fond est également plus sombre. Le mur semble plus proche des joueurs, laissant un espace plus petit. L'arrière-plan est presque complètement sombre ; les visages sont angulaires. Les personnages sont peints dans un camaïeu de bruns et d'ocre ; la palette de couleurs est dominée par les tons ocre, gris, marron et bleu.
Refusant toute mise en scène naturaliste ou représentation anecdotique, Cézanne parvient ici à réaliser une composition soigneusement conçue, constituée de lignes axiales et de correspondances chromatiques et formelles.

#### Version du musée d'Orsay

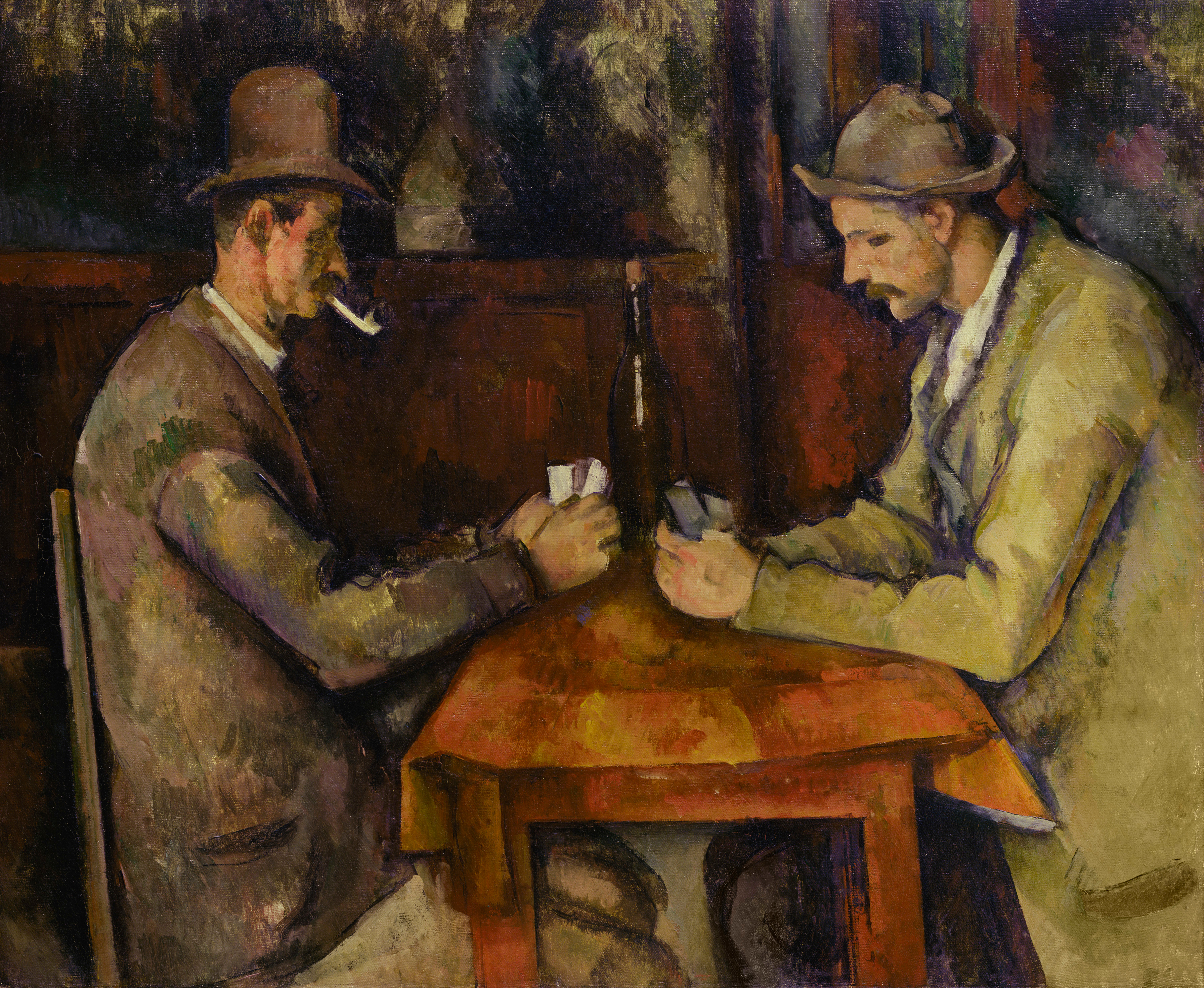
Version du musée d'Orsay.

Des trois versions, la plus connue et la plus souvent reproduite est peut-être celle du musée d'Orsay à Paris. C'est aussi la plus petite de 47,5 x 57 cm. Cette version est décrite par l'historien de l'art Meyer Schapiro comme « la plus monumentale et aussi la plus raffinée » des versions, les formes étant plus simples mais plus variées dans leurs relations. Le style pictural est plus sobre. Elle est généralement considérée comme la dernière de la série.
Les critiques ont décrit une « tromperie de contrainte » dans l'utilisation de la couleur par Cézanne : une zone graduée de couleur « d'apprêt » appliquée en fine couche est utilisée pour les formes solides et leur apparence de structure rencontre du lilas et du vert utilisés pour « animer » la toile, ainsi que la couleur vive et profonde utilisée sur la moitié inférieure de la nappe,. Les couleurs proviennent presque exclusivement de la gamme ocre et donnent à l'image un effet uniforme, semblable à celui d'un virage. Même les cartes à jouer, d'un blanc éclatant dans les autres versions, perdent leur éclat en raison de l'ajout de gris jaunâtre et se fondent dans la palette.
La composition picturale renonce complètement aux lignes droites. Il existe un décalage de l'axe de la scène, dans lequel le joueur à gauche est plus complètement dans la composition, chaise incluse, avec l'impression d'être plus proche du spectateur. Son partenaire à droite est coupé de la scène derrière lui ; la table est représentée en biais dans le plan.Le plateau et les pieds de la table sont aussi tordus que la bouteille de vin. L'image ne provoque cependant pas chez le spectateur un sentiment de mal de mer, car chaque ligne oblique est équilibrée par une autre : par exemple, les bords des chapeaux se courbent dans des directions opposées ou les poches des vestes sont alignées vers les bras des joueurs.
Cette version de la série fait également partie d'un vol très médiatisé de huit tableaux de Cézanne lors d'une exposition itinérante à Aix-enProvence en août 1961. L'œuvre la plus précieuses d'entre elles, Les Joueurs de cartes, a été émise sous forme de timbre-poste en quatre couleurs par le gouvernement français suite à sa perte. Tous les tableaux ont été récupérés après le paiement d'une rançon quelques mois plus tard.

#### Autres versions
Les autres tableaux représentant deux joueurs se trouvent à l'Institut Courtauld de Londres et dans une collection privée. En février 2012, Vanity Fair a rapporté que la famille royale du Qatar a acheté en 2011, une version du tableau pour un prix record estimé entre 250 et 320 millions de dollars auprès de la collection privée du magnat du transport maritime grec George Embiricos,.

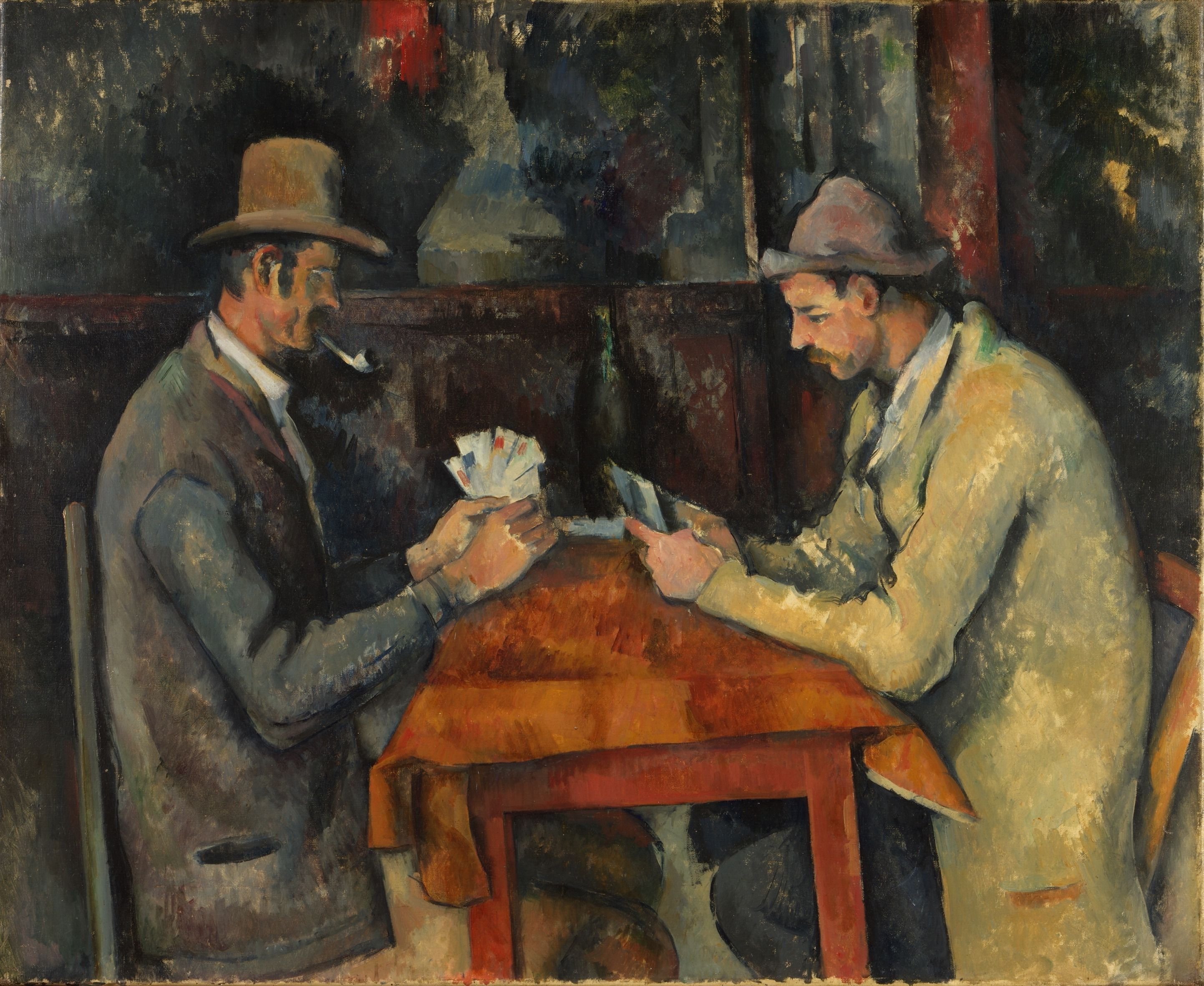
Version du Courtauld Institute of Art, Londres
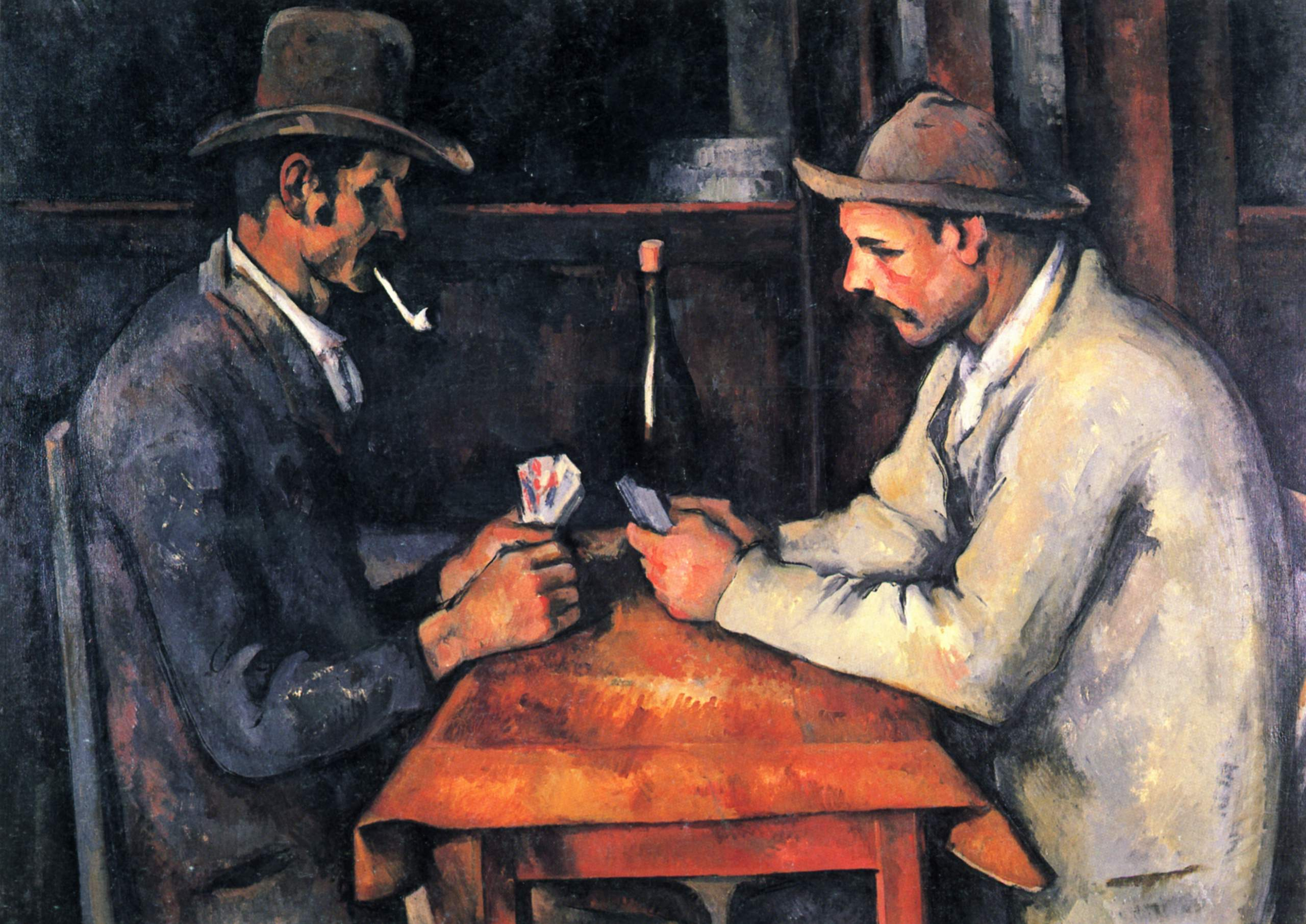
Version dans la collection Al-Thani.

## Etudes et croquis
Cézanne a réalisé un nombre important d'études et de dessins préparatoires pour la série des Joueurs de cartes. Bien que l'on ait longtemps cru qu'il avait commencé la série avec les plus grandes toiles et travaillé ensuite sur des toiles plus petites, au XXIe siècle, des radiographies des peintures, ainsi qu'une analyse plus approfondie des croquis et des études préparatoires, ont conduit certains chercheurs à penser qu'il a utilisé à la fois les études et les versions plus petites des Joueurs de cartes pour préparer les toiles plus grandes,.
Plus d'une douzaine d'esquisses initiales et d'études peintes d'ouvriers agricoles locaux ont été réalisées par Cézanne en préparation des peintures finales. On a supposé que ses modèles posaient pour les études plutôt que pour les œuvres finies elles-mêmes et que le peintre a peut-être esquissé des travaux préliminaires dans un café d'Aix.
Certaines des études ont été considérées comme des œuvres autonomes, en particulier Homme à la pipe, exposée aux côtés des Joueurs de cartes à l'Institut Courtauld à Londres. Avec deux peintures similaires de fumeurs réalisées à la même période, elle est considérée par beaucoup comme un des portraits les plus magistraux de Cézanne,.

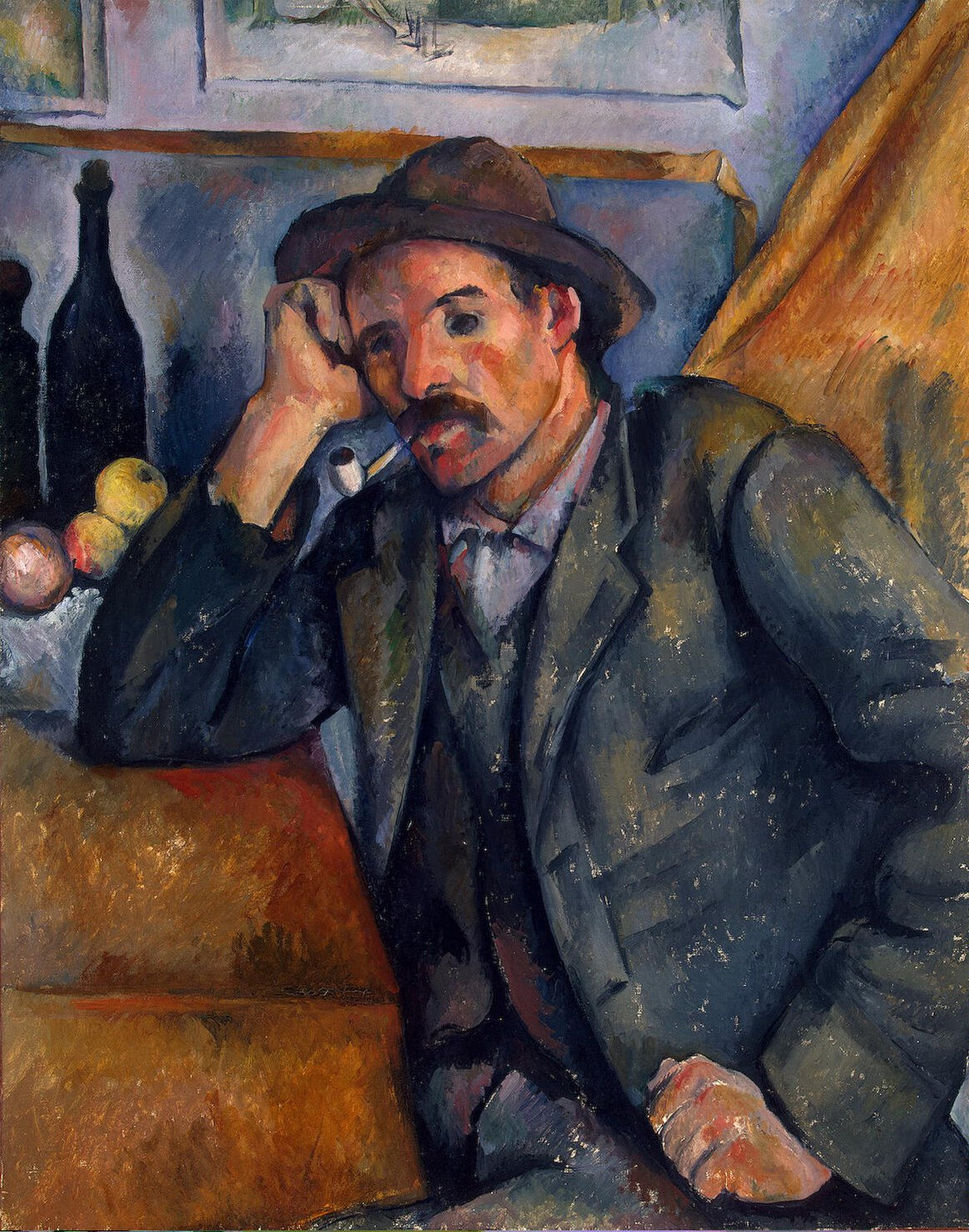
Homme avec une pipe, v. 1890, musée de l'Ermitage, Saint-Pétersbourg
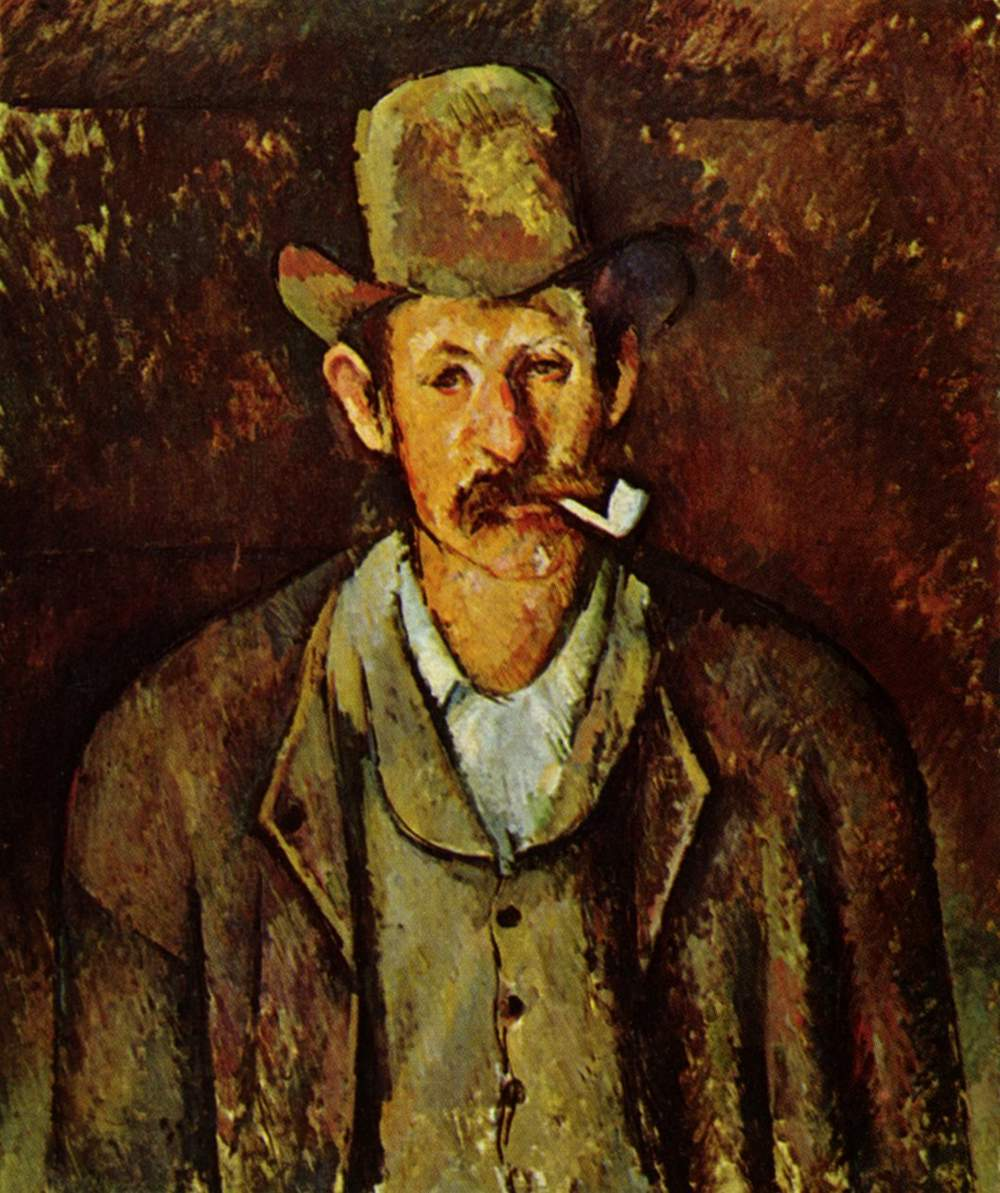
Homme à la pipe, v. 1892, Institut Courtauld, Londres
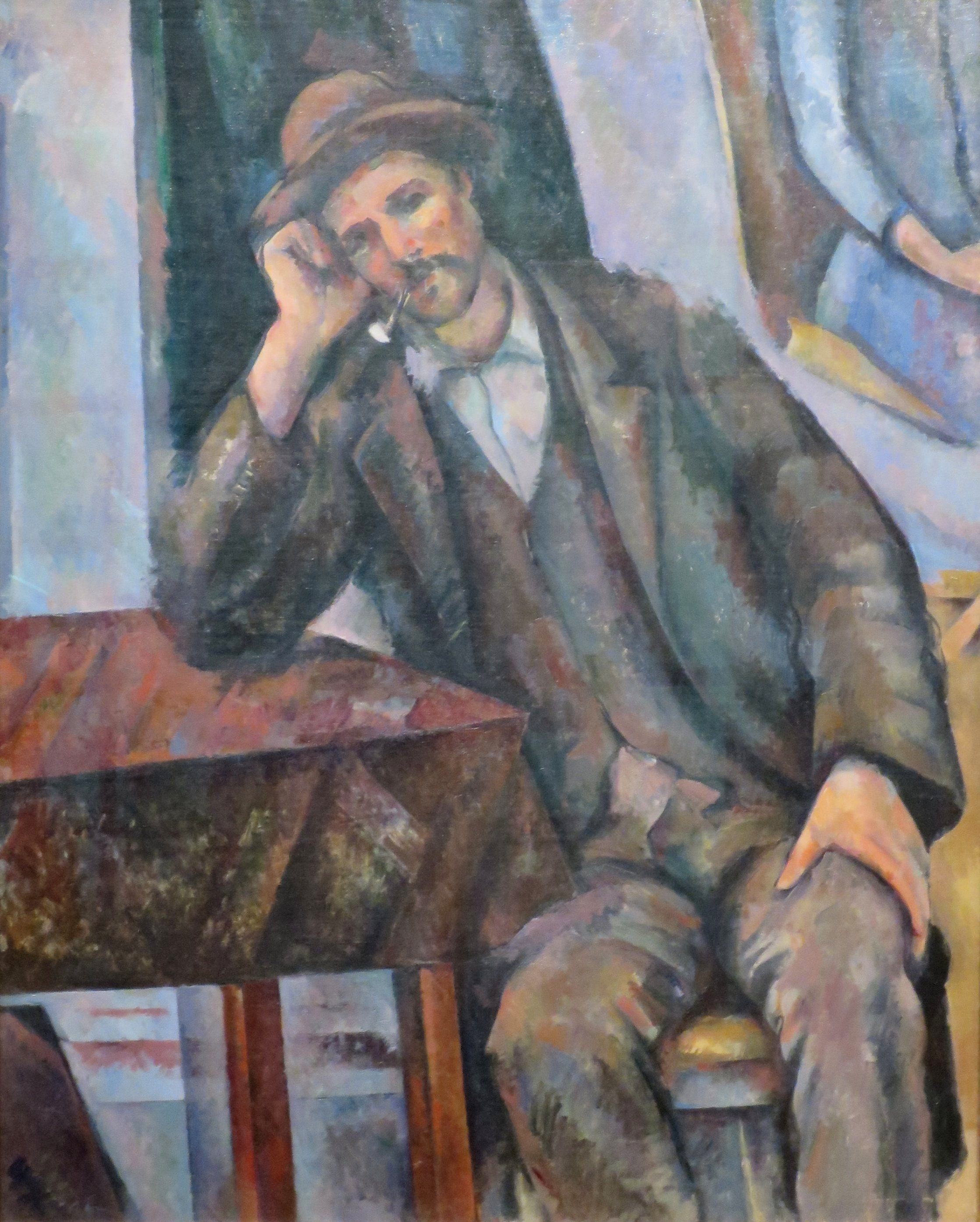
Homme fumant une pipe, 1890–1892, musée des Beaux-Arts Pouchkine, Moscou
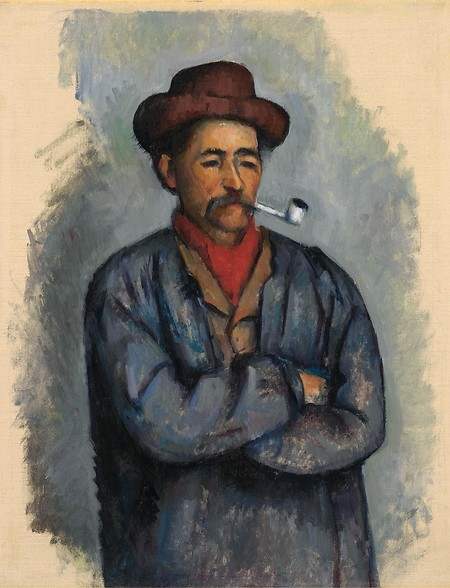
Homme à la pipe (étude pour Les Joueurs de cartes), 1890–1892, musée d'art Nelson-Atkins, Kansas City (Missouri),
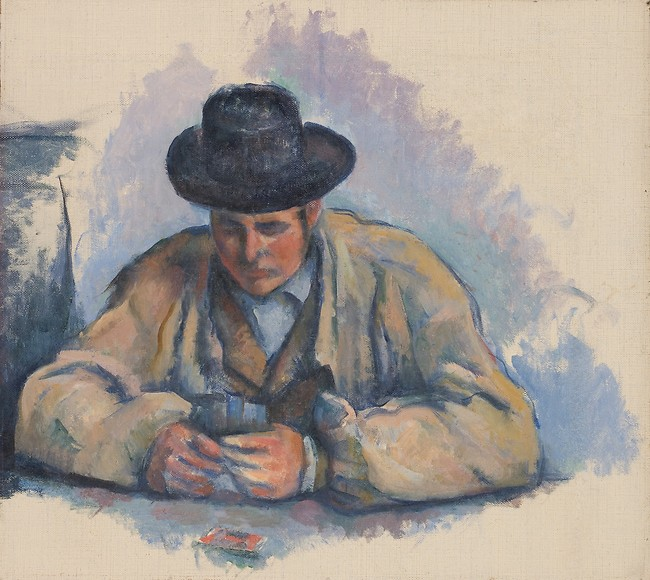
Étude pour Les Joueurs de cartes, 1890–1892, Worcester Art Museum, Worcester (Massachusetts)
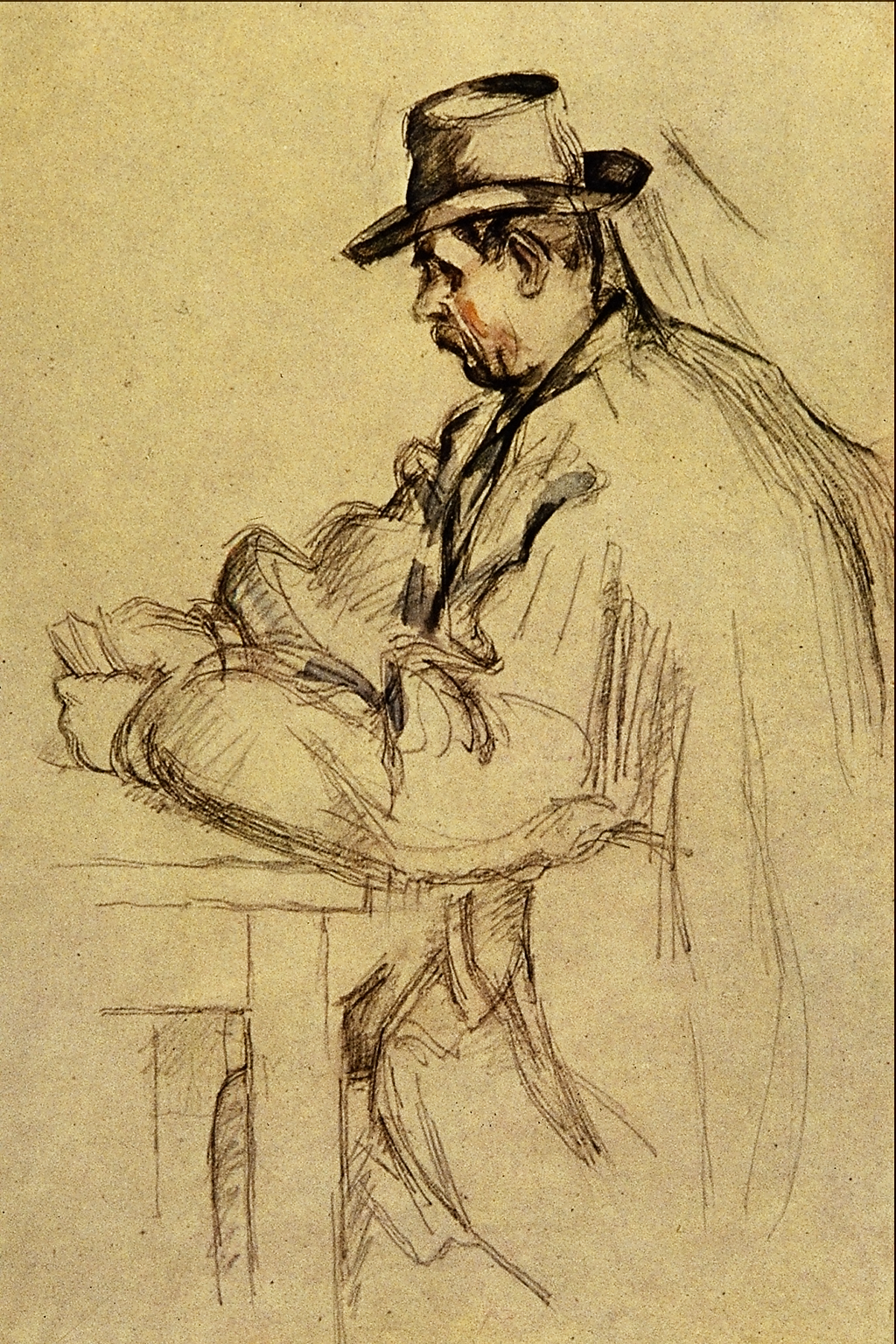
Étude pour Les Joueurs de cartes, 1890–1892, Rhode Island School of Design Museum, Providence (Rhode Island)

## Origine et classification dans l'oeuvre de Cézanne
Les années 1880 et 1890 représentent une période de synthèse et de consolidation dans l’œuvre de Cézanne. L'artiste s'éloigne résolument de son style de peinture impressionniste antérieur et se consacre à des compositions équilibrées dans lesquelles il utilise de plus en plus de lignes horizontales, verticales et diagonales pour structurer les surfaces. Durant cette période, il crée de plus en plus de paysages et de personnages.
Les Joueurs de cartes est considéré comme l’une des séries d’œuvres les plus importantes de Cézanne du début des années 1890. En même temps, elle représente un pont entre cette phase et la période créative finale de l’artiste. Les deux premières versions du sujet contiennent encore des influences de Gustave Courbet, qui a influencé les premiers travaux de Cézanne. Les trois œuvres ultérieures s'en écartent clairement et sont considérées comme précurseurs du cubisme.

## Expositions
En 2010-2011, une exposition conjointe est organisée par la Courtauld Gallery de Londres et le Metropolitan Museum of Art de New York pour présenter les peintures des Joueurs de cartes, les premières études et croquis de la série, ainsi que les œuvres qui les accompagnent. L'exposition se déroule à Londres du 21 octobre 2010 au 16 janvier 2011 et à New York du 9 février 2011 au 8 mai 2011.
Elle est décrite comme la première exposition consacrée à la série, ainsi que la plus grande réunion de peintures des Joueurs de cartes de Cézanne jamais exposées ensemble. L'exposition comprend les peintures appartenant à l'Institut Courtauld, au Metropolitan et au Musée d'Orsay. Les versions de la Fondation Barnes et d'une collection privée sont exposées sous forme de reproductions, en raison de la politique de Barnes de ne pas prêter et du refus du collectionneur privé de prêter l'œuvre. La mini-série d'hommes fumant la pipe, parfois appelée Les Fumeurs, est également présentée avec plus d'une douzaine d'autres études et croquis. Un litige juridique empêche également la version de l'Homme à la pipe du musée de l'Ermitage de venir à New York,.

## Hommages

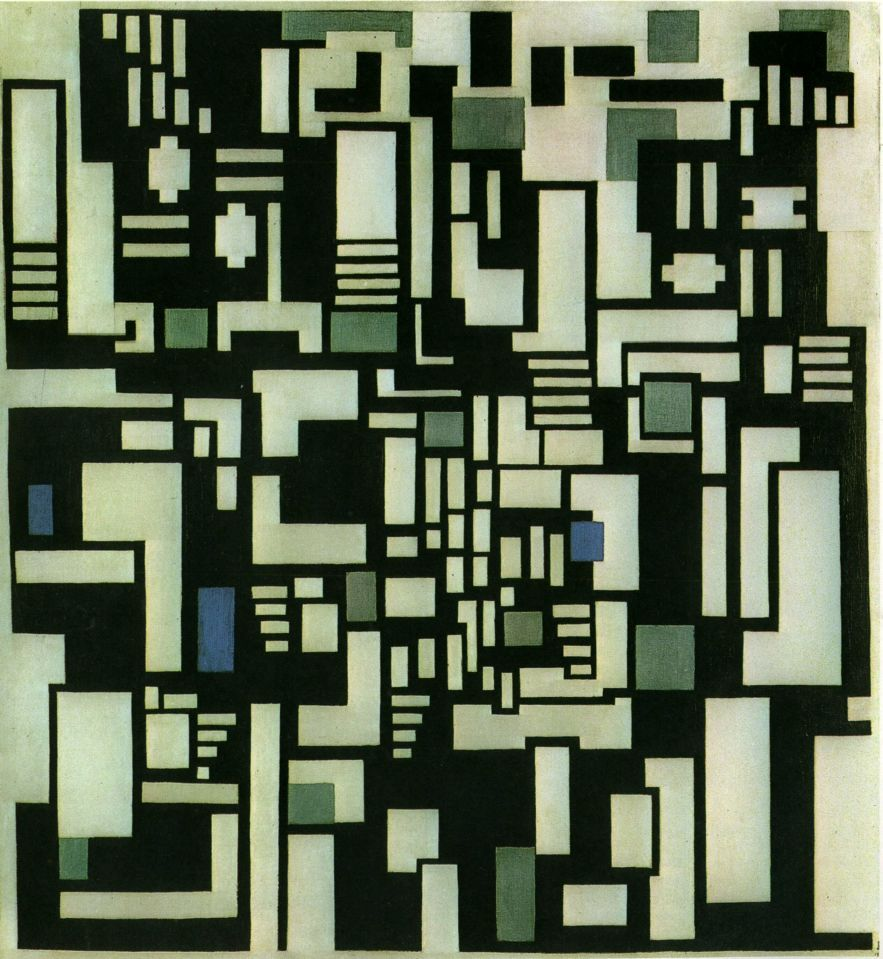
Theo van Doesburg Composition IX - D'après Les Joueurs de cartes, 1917-1918, Musée municipal de La Haye
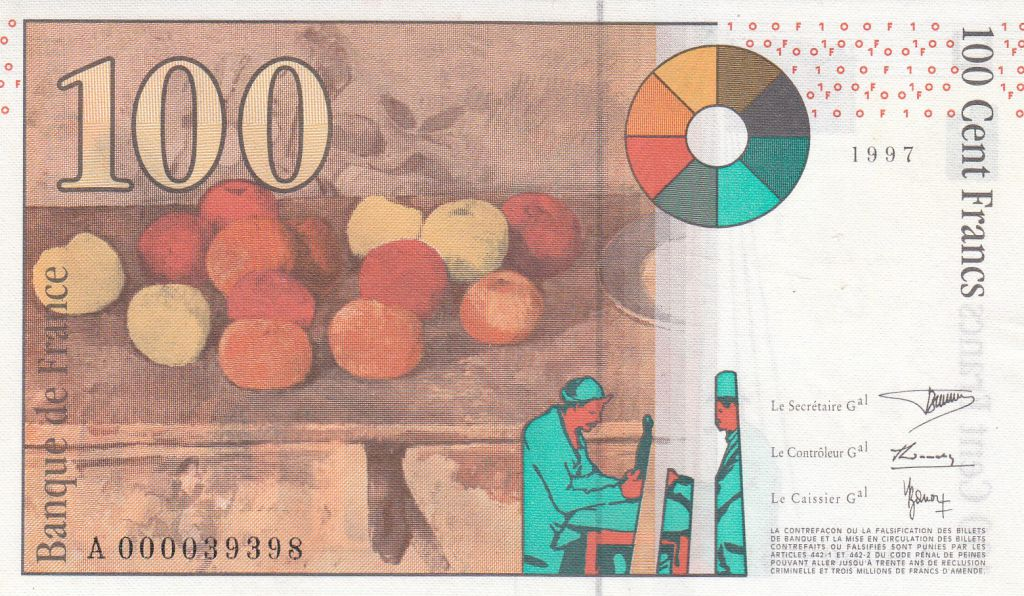
Le billet de banque 100 francs Cézanne montre une représentation stylisée des personnages présents dans le tableau Les Joueurs de cartes.
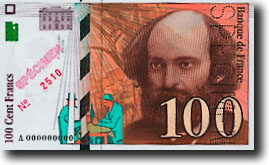
On retrouve, comme au recto, en bas à droite du motif principal, la représentation stylisée de la toile pour un effet « transvision » très difficile à imiter.